# João Callado
João Callado da Silva Pereira (Rio de Janeiro, 7 de agosto de 1973) é um cavaquinhista, pintor, arranjador, produtor musical e compositor brasileiro. Começou a estudar música aos nove anos, em uma aula de violão; e teve, ainda criança, as primeiras noções de teoria musical com seu pai, o flautista e compositor Marcio Pereira. Desde muito novo, despertou grande interesse pela música e pelo desenho, estimulado pelo ambiente familiar no qual integravam, além do pai músico, sua mãe, a atriz Tessy Callado, que trabalha com teatro, e seu avô, o escritor Antônio Callado. Formado em Pintura pela Universidade Federal do Rio de Janeiro, em 1997. Começou a trabalhar como músico antes mesmo de graduar-se, aprofundando seus estudos musicais logo em seguida. Estudou violão com Dino Sete Cordas; cavaquinho com Wanderson Martins, Jayme Vignolli, Mauro Diniz, Márcio Almeida e Henrique Cazes; teoria musical e composição com Bia Paes Leme, Márcio Pereira, Ivan Carlos Fonseca e Caio Senna. Como pintor, participou de exposições coletivas e individuais: Coletiva no Sesc de Copacabana, em 1999; Coletiva no Centro Cultural Carioca, em 2004; - Individual no Centro Cultural Carioca e no Carioca da Gema, em 2006; Coletiva na Chopperia Brazooka, em 2008.

## Carreira

### 1996–98
Em 1997 começou a fazer parte da Companhia Folclórica da UFRJ, como músico , quando fez várias apresentações e participações no "II Festival Internacional de Folclore" em Ibague, Colômbia.
Durante os anos de 1996 a 1998 integrou o grupo Cordão do Boitatá, do qual também foi um dos fundadores. Em 1997, integrou o grupo de choro Abraçando Jacaré, tendo acompanhado músicos como Yamandú Costa e Ronaldo do Bandolim, entre outros. A partir de 1998, passou a integrar o grupo de samba Grupo Semente.

### Carreira como Instrumentista
Como instrumentista, acompanhou Teresa Cristina, Marisa Monte, Paulinho da Viola, Caetano Veloso, Dona Ivone Lara, Elton Medeiros, Beth Carvalho, Monarco, Jair do Cavaquinho, Argemiro Patrocínio, Luís Melodia, Ivor Lancellotti, Arlindo Cruz, Elza Soares, Turíbio Santos, Walter Alfaiate, Paulo Moura, Wilson das Neves, Guilherme de Brito, Wilson Moreira, Casquinha da Portela, Eduardo Neves, Pedro Luís e Roberta Sá, entre outros.

### Como Integrante do Grupo Semente
João Callado é um dos integrantes do Grupo Semente,  que é formado por ele (cavaquinho), Teresa Cristina (voz), Bernardo Dantas (violão), Pedro Miranda (pandeiro e voz) e Ricardo Cotrim (surdo). O grupo surgiu em 1999 no Bar Semente, no bairro boêmio da Lapa, no Centro do Rio de Janeiro, onde o grupo se apresentava sempre aos sábados. Entre os projetos que o grupo tomou parte estão o “Puxando conversa”, da TV Maxambomba, acompanhando Jair do Cavaquinho, Argemiro da Portela e Surica, entre outros artistas, o show de aniversário de Eliomar Coelho, no Teatro Rival, com grandes nomes do samba, como Guilherme de Brito, Xangô da Mangueira, Nelson Sargento, Wilson Moreira entre outros, no ano 2000 e o projeto “Roda de Samba” na Sala Funarte, onde o grupo tocava às quintas-feiras, com um convidado diferente por semana, entre eles Argemiro da Portela, Tia Surica, Tantinho e Xangô da Mangueira.
2002
O  Grupo Semente participa do disco “O Samba É Minha Nobreza” lançado pelo selo Biscoito Fino,  ao lado de Roberto Silva, Pedro Miranda, Mariana Bernardes, Pedro Aragão e Pedro Paulo, baseado no espetáculo produzido por Hermínio Bello de Carvalho, comandado por Roberto Silva e Cristina Buarque, com um time invejável de talentos novos e antigos que executa com propriedade o acervo de sambas nascidos no Rio nos anos 30, 40 e 50.
Neste mesmo ano é lançado um disco duplo intitulado “A Música de Paulinho da Viola”, de Teresa Cristina e Grupo Semente, pela gravadora Deckdisc, no qual o grupo executa canções da obra de Paulinho da Viola, inclusive com um dueto com Paulinho da Viola em “Depois de tanto amor” (Paulinho da Viola e Hermínio Bello de Carvalho).
Neste disco há também a participação do Conjunto Época de Ouro (“Samba do amor”), da Velha-Guarda da Portela (“Perdoa” e “Pode guardar as panelas”) e  de Elton Medeiros em “Tudo se transformou”. Ainda neste disco foram incluídas as canções “Coisas banais” (parceria de Paulinho da Viola e Candeia), “Mais que a lei da gravidade” e “Coração imprudente” (ambas parcerias de Paulinho com o poeta Capinan), “Moemá, morenou”, “Choro negro”, “Responsabilidade” e “Argumento”, entre muitas outras. A produção musical e arranjo do disco ficou sob a responsabilidade de Paulão Sete Cordas. O lançamento do CD ocorreu em 2002 no Teatro Leblon e no Teatro Rival.
2003
Ao lado de Argemiro Patrocínio, Seu Jair do Cavaquinho e Teresa Cristina, o Grupo Semente apresenta-se no Centro Cultural Carioca, na Praça Tiradentes, no Rio de Janeiro.
2004
O disco "A Vida Me Fez Assim", de Teresa Cristina e Grupo Semente, com o selo da gravadora Deckdisc é lançado. Neste disco é incluída a canção “O Passar dos Anos”, parceria de João Callado e Teresa Cristina.
2005
O grupo faz uma série de apresentações no Centro Cultural Carioca, a cada quinta-feira durante o mês de abril. Neste mesmo ano são lançados o CD e o DVD “O Mundo É Meu Lugar – Ao Vivo”,  de Teresa Cristina e Grupo Semente, gravado ao vivo no Teatro Municipal de Niterói, RJ, também com o selo gravadora Deckdisc.
2007
Teresa Cristina e Grupo Semente lançam o disco “Delicada”, que inclui as canções “Saudade de Você” e “Senhoras das Águas”, parcerias de João Callado e Teresa Cristina.
Também neste ano é lançado  o DVD “Programa Ensaio 2002 – Teresa Cristina e Grupo Semente”, que apresenta na íntegra o programa gravado para a TV Cultura, em 2002, com direção de Fernando Faro, pela gravadora Deckdisc, com depoimentos de Teresa Cristina sobre as suas influências, infância e paixão pelo samba.
2008
Teresa Cristina e Grupo Semente lançam o disco “Eu Sou Assim – O Melhor de Teresa Cristina e Grupo Semente", coletânea que apresenta a canção inédita Novo Amor, de Chico Buarque. 
2010
O cantor Pedro Miranda deixa o grupo para seguir carreira solo, sendo substituído por Bruno Barreto.
2013
O grupo participa da “Semana da Festa Brasileira”, dentro das comemorações do “Ano Brasil Portugal”, apresentando-se no Espaço Brasil, em Lisboa (Portugal).
2014
É lançado pela gravadora Biscoito Fino o primeiro CD solo do grupo, intitulado “Grupo Semente”, com as participações de Teresa Cristina em “Alô, João” (Baden Powell e Cyro Monteiro), Diogo Nogueira em “Disritmia” (Martinho da Vila), Pedro Miranda no medley “Tumba lê lê/ O facão bateu embaixo” (Francisco Ferraz Neto, Nilton Neves e Jarbas Reis/ domínio público). O disco incluiu as faixas instrumentais e autorais “Ideia” (Bernardo Dantas), “Na maciota” (João Callado e Mauro Aguiar).
Com Teresa Cristina, o grupo fez shows em Tóquio, Paris, Berlim, Tenerife (Ilhas Canárias), Nova Delhi, Amsterdã, Cidade do México, Quito, Varna (Bulgária), Pretória (África do Sul), Moscou, Buenos Aires, São Paulo, Salvador, Curitiba, Recife, Fortaleza, Natal, João Pessoa, Campina Grande, Aracaju, Maceió, Garanhuns, Brasília, Rondônia e  Belo Horizonte.

## Parcerias
João Callado tem canções compostas em parceria com Teresa Cristina, Adriana Calcanhotto, Abel Silva, Moyseis Marques, Edu Krieger, Délcio Carvalho, Fernando Temporão, Ana Costa, Ivor Lancellotti e Mauro Aguiar: